# 聖莫里茨奧林匹克滑冰場

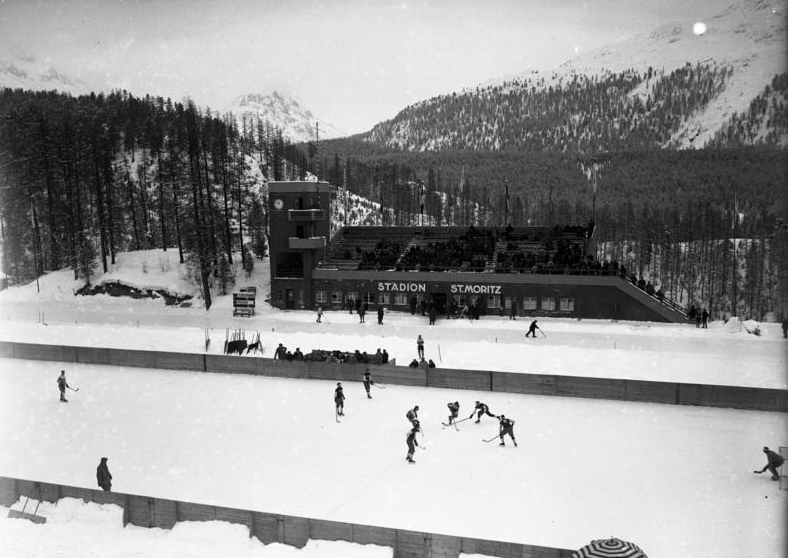
The stadium in 1928

聖莫里茨奧林匹克滑冰場（德語：Eisstadion Badrutts Park）是一座位於瑞士聖莫里茨的室外體育場。它為冰球、競速滑冰和花式滑冰的比賽場地，也為1928年冬季奧林匹克運動會和1948年冬季奧林匹克運動會開閉幕典禮的舉辦場地。